# Aita Mare (gmina)
Aita Mare – gmina w Rumunii, w okręgu Covasna. Obejmuje miejscowości Aita Mare i Aita Medie. W 2011 roku liczyła 1715 mieszkańców.